# Olga Sjisjigina
Olga Sjisjigina (Kazachs: Ольга Шишигина) (Alma-Ata, 23 december 1968) is een voormalige Kazachse hordeloopster, die was gespecialiseerd in de 100 m horden. In deze discipline werd ze olympisch en Aziatisch kampioene. Ook werd ze wereldindoorkampioene op de 60 m horden.

## Loopbaan
Sjisjigina verbeterde in 1995 met 12,44 s het actuele Aziatische record op de 100 m horden en won op de wereldkampioenschappen in Göteborg dat jaar een zilveren medaille in deze discipline. Van 1996 tot 1998 was ze wegens het gebruik van doping geschorst. Het zou gaan om het verboden middel Stanozolol. Op de wereldindoorkampioenschappen van 1999 in het Spaanse Sevilla won ze een gouden medaille op de 60 m horden.
Op de Olympische Spelen van 2000 in Sydney won Olga Sjisjigina op de 100 m een gouden medaille. Met een tijd van 12,65 finishte ze voor de Nigeriaanse Glory Alozie (zilver; 12,68) en Melissa Morrison (brons; 12,76). Ze was hiermee de eerste atlete, die voor de jonge staat Kazachstan een olympische medaille won. In het jaar hierop won ze op de WK in Edmonton een bronzen medaille.

## Titels
- Olympisch kampioene 100 m horden - 2000
- Wereldindoorkampioene 60 m horden - 1999
- Aziatische Spelen kampioene 100 m horden - 1994, 1998
- Centraal-Aziatische Spelen kampioene 100 m horden - 1995, 1999
- Aziatisch kampioene 100 m horden - 1998

## Persoonlijke records
Outdoor
| Onderdeel    | Prestatie              | Datum        | Plaats   |
| ------------ | ---------------------- | ------------ | -------- |
| 100 m        | 11,13 s (+1,6 m/s)     | 27 mei 2000  | Alma-Ata |
| 100 m horden | 12,44 s (-0,8 m/s)(AR) | 27 juni 1995 | Luzern   |

Indoor
| Onderdeel   | Prestatie   | Datum            | Plaats     |
| ----------- | ----------- | ---------------- | ---------- |
| 60 m        | 7,33 s      | 17 februari 2002 | Birmingham |
| 50 m horden | 6,70 s      | 5 februari 1999  | Boedapest  |
| 60 m horden | 7,82 s (AR) | 21 februari 1999 | Liévin     |

## Overwinningen

### 100 m
- 1999:  Centraal-Aziatische Spelen - 11,78 s

### 60 m horden
- 1995:  WK indoor - 7,92 s
- 1999:  WK indoor - 7,86 s
- 2001: 4e WK indoor - 7,96 s

### 100 m horden
Kampioenschappen
- 1993:  Aziatische kamp. - 13,57 s
- 1994:  Aziatische Spelen - 12,80 s
- 1995:  Centraal-Aziatische Spelen - 12,0 s
- 1995:  WK - 12,80 s
- 1998:  Aziatische kamp. - 13,04 s
- 1998:  Aziatische Spelen - 12,63 s
- 1999:  Centraal-Aziatische Spelen - 13,27 s
- 1999: 4e WK - 12,51 s
- 2000:  OS - 12,65 s
- 2001:  WK - 12,58 s

Golden League-podiumplekken
- 2000:  Meeting Gaz de France – 12,76 s
- 2000:  Golden Gala – 12,68 s
- 2000:  ISTAF – 12,74 s
- 2001:  Herculis – 12,70 s

1972: Annelie Ehrhardt ·
1976: Johanna Schaller ·
1980: Vera Komisova ·
1984: Benita Fitzgerald-Brown ·
1988: Jordanka Donkova ·
1992: Voula Patoulidou ·
1996: Ludmila Engquist ·
2000: Olga Sjisjigina ·
2004: Joanna Hayes ·
2008: Dawn Harper ·
2012: Sally Pearson ·
2016: Brianna Rollins ·
2020: Jasmine Camacho-Quinn ·
2024: Masai Russell